# إريك دبليو. مان
اريك دبليو. مان (4 مارس 1882 في المملكة المتحدة - 11 فبراير 1954 في المملكة المتحدة) (بالإنجليزية: Eric W. Mann) هو جامع الطوابع (طوابعي) ولاعب كريكت بريطاني (وحمل سابقاً جنسية المملكة المتحدة لبريطانيا العظمى وأيرلندا).
كان إريك ويليام جامع طوابع إنجليزي، ولقد وقع على قائمة هواة جمع الطوابع المتميزين في عام 1947. وكان رئيسًا للجمعية الملكية لهواة جمع الطوابع في لندن بين عامي 1946 و1949. وكان مان خبيرًا في طوابع ناتال وتسمانيا.

## نشأته وحياته
وُلِد إريك في سيدكوب في كينت وتلقى تعليمه في مدرسة هارو وكلية ترينيتي في كامبريدج. لعب كل من الكريكيت وكرة القدم في المدرسة، وكان قائدًا لفريق الكريكيت في عام 1901، وفريق كرة القدم في عامي 1899 و1900. قاد فريق الكريكيت إلى النصر في مباراة إيتون ضد هارو في لوردز في عام 1901، مسجلاً 69 نقطة في جولة وُصفت بأنها "رائعة وجذابة".